# 梅赫加奥恩
梅赫加奥恩（Mehgaon），是印度中央邦Bhind县的一个城镇。总人口14736（2001年）。

## 人口
该地2001年总人口14736人，其中男性8014人，女性6722人；0—6岁人口2473人，其中男1357人，女1116人；识字率63.14%，其中男性为73.88%，女性为50.34%。